# Winston County (Mississippi)
Das Winston County ist ein County im US-Bundesstaat Mississippi. Das U.S. Census Bureau hat bei der Volkszählung 2020 eine Einwohnerzahl von 17.714 ermittelt.
Der Verwaltungssitz (County Seat) ist Louisville, das nach der gleichnamigen Stadt in Kentucky benannt wurde.

## Geographie
Das County liegt etwas nordöstlich des geographischen Zentrums von Mississippi und hat eine Fläche von 1580 Quadratkilometern, wovon acht Quadratkilometer Wasserfläche sind, wozu der Lake Tiak-O' Khata zählt. Es grenzt an folgende Countys:
| Choctaw County | Oktibbeha County |                |
| Attala County  |                  | Noxubee County |
| Leake County   | Neshoba County   | Kemper County  |

## Geschichte
Das Winston County wurde am 23. Dezember 1833 aus Teilen des Choctaw-Landes gebildet. Benannt wurde es nach dem Richter Louis Winston.
Acht Bauwerke und Stätten des Countys sind im National Register of Historic Places eingetragen (Stand 3. Februar 2018).

## Demografische Daten

Alterspyramide des Winston Countys (Stand: 2000)

Nach der Volkszählung im Jahr 2000 lebten im Winston County 20.160 Menschen in 7578 Haushalten und 5471 Familien. Die Bevölkerungsdichte betrug 13 Personen pro Quadratkilometer. Ethnisch betrachtet setzte sich die Bevölkerung zusammen aus 55,26 Prozent Weißen, 43,25 Prozent Afroamerikanern, 0,66 Prozent amerikanischen Ureinwohnern, 0,08 Prozent Asiaten und 0,28 Prozent aus anderen ethnischen Gruppen; 0,46 Prozent stammten von zwei oder mehr Ethnien ab. 1,21 Prozent der Bevölkerung waren spanischer oder lateinamerikanischer Abstammung, die verschiedenen der genannten Gruppen angehörten.
Von den 7578 Haushalten hatten 33,5 Prozent Kinder unter 18 Jahren, die mit ihnen lebten. 49,9 Prozent waren verheiratete, zusammenlebende Paare, 18,1 Prozent waren allein erziehende Mütter und 27,8 Prozent waren keine Familien. 25,2 Prozent aller Haushalte waren Singlehaushalte und in 12,5 Prozent lebten Menschen im Alter von 65 Jahren oder darüber. Die durchschnittliche Haushaltsgröße lag bei 2,59 und die durchschnittliche Familiengröße bei 3,09 Personen.
26,8 Prozent der Bevölkerung war unter 18 Jahre alt, 9,2 Prozent zwischen 18 und 24, 26,1 Prozent zwischen 25 und 44, 22,5 Prozent zwischen 45 und 64 Jahre alt und 15,5 Prozent waren 65 Jahre oder älter. Das Durchschnittsalter betrug 36 Jahre. Auf 100 weibliche kamen statistisch 93,7 männliche Personen und auf 100 Frauen im Alter von 18 Jahren oder darüber kamen 88,3 Männer.

Das durchschnittliche Einkommen eines Haushaltes betrug 28.256 USD, das einer Familie 33.602 USD. Männer hatten ein durchschnittliches Einkommen von 28.665 USD, Frauen 18.210 USD. Das Prokopfeinkommen lag bei 14.548 USD. Etwa 19,4 Prozent der Familien und 23,7 Prozent der Bevölkerung lebten unterhalb der Armutsgrenze.

## Städte und Gemeinden
- Highpoint
- Louisville
- Noxapater